# Kristalna napaka
Kristalna napaka je neurejenost oziroma praznina v kristalni strukturi. V realnih monokristalih kristalna struktura ni točno takšna, kakršno bi pričakovali na osnovi ustreznih Bravaisovih mrež. Auguste Bravais je leta 1848 pokazal, da iz simetrije kristala in točkovnih simetrijskih operacij (rotacija, zrcaljenje in inverzija) izhaja največ 14 različnih načinov, kako uredimo točke po prostoru, da bodo še translacijsko periodične. Poznamo 7 kristalnih sistemov (triklinski, monoklinski, ortorombski, tetragonalni, kubični, heksagonalni in trigonalni) in nekateri od teh imajo več možnih mrež. Vseh možnih mrež je 14. Odstopanja od Bravaisove mreže imenujemo napake ali defekti v kristalni strukturi. Glede na izvor in prostorsko razporeditev napake razdelimo na: točkaste, linijske in ploskove.

## Točkaste napake
Točkaste napake razdelimo na atomske in elektronske. Izvor atomskih točkastih napak je termodinamski. V kovini točkasta napaka nastane, ko se 1 atom premakne iz notranjosti monokristala kovine na njegovo površino. Pri tem procesu se entalpija monokristala poveča (ΔH > 0), saj interakcije med delci zdaj niso več optimalne. Poveča pa se tudi konfiguracijska entropija (ΔS > 0), ker vnos napake v sistem povečuje število možnih razporeditev gradnikov, med katere moramo zdaj prišteti tudi napako. Velikost prirastka entalpije in konfiguracijske entropije je odvisna od števila vnešenih napak.
Napake, ki so značilne za snovi, ki so sestavljene samo iz ene vrste gradnikov so prikazane na sliki. Najosnovnejše točkaste napake so praznine – vrzeli. Vrzeli nastanejo tako, da določena redna mesta ostanejo prazna. In kakor že omenjeno v praksi imajo vse kristalne strukture prisotne vrzeli. Prisotnosti vrzeli lahko opišemo iz termodinamskega stališča, saj prisotnost vrzeli poveča entalpijo. Število vrzeli Nv za isti material narašča s temperatuto po sledeči zvezi:
Nv=Nexp(-Qv/kT)
Kjer je: N skupno število atomskih mest, Qv potrebna energija za tvorbo praznin, T absolutna temperatura (K) in k Boltzmannova konstanta (1,38 x 10 -23 J/atomK ali 8,62 x 10 -5 eV/atomK.
Torej število napak eksponentno narašča s temperaturo. Za večino kovinskih snovi je vrednost Nv/N pri temperaturi pod tališčem okoli 10-4. Kar pomeni, da imamo na vsaki 21. atom prisotno eno vrzel (praznino).
Poleg vrzeli pa se v kristalni struktri pojavljajo tudi intersticijski atomi, ki se nahajajo med rednimi mesti Bravaisovih mrež. V realnem kristalu, kjer atome (gradnike) obravnavamo kot krogle, si predstavljamo, da so intersticijski atomi v praznih prostorih med sicer gosto zloženimi kroglami. 
Na redna mesto, ki ga običajno zaseda atomi ali intersticijsko mesto pa se lahko vgradil tuj atom. V ionskih kristalih, kjer so gradiki električno nabiti ioni, nastopajo točkasti defekti v parih. V tem primeru defekte imenujemo neredi. Nerede razdelimo na simetrične in asimetrične.
Kristalno strukturo ionskih kristalov lahko razdelimo na kationsko in anionsko podmrežo. Za Schottkyjev nered je značilno, da je v obeh podmrežah enako število vrzeli: tj. število VM je enako številu VX, pri čemer z “M“ zdaj označimo redna mesta v kationski, z “X“ pa redna mesta v anionski podmreži. Intersticijski nered sestoji iz intersticij Mi in Xi (pri kristalih s stehiometrijo 1:1 je število obeh tipov intersticij enako).
Od asimetričnih neredov pa poznamo Frenklov nered, ki je značilen predvsem za srebrove halide (AgBr, AgJ). Nastanek Frenklovega nereda pa si predstavljamo tako, da ion iz ene od podmrež zapusti redno mesto in gre na intersticijsko mesto te podmreže: nastaneta VM in Mi (ali analogno VX in Xi). 
Točkaste napake imajo velik vpliv na električno in snovno prevodnost v trdnih snoveh.

## Linijske in planarne napake
Linijske in planarne napake niso povezane s termodinamskim ravnotežjem v snovi. Nastanejo lahko zaradi neravnotežja rasti kristalov iz taline, pare ali raztopine. Imajo velik vpliv na fizikalne in mehanske lastnosti snovi. Linijske napake delimo na vijačne dislokacije ali robne dislokacije. 
Pomembna linijska napaka je robna dislokacija. Vidimo, da je kristalna struktura, če jo opazujemo le nad ali le pod ravnino robne dislokacijske črte (Edge dislocation line), ki poteka pravokotno na list skoraj idealna. Vendar pa je ob znaku ± število navpičnih kristalnih ravnin nad ravnino večje od števila ravnin pod njo. Lahko rečemo, da je kristalna ravnina nad tem znakom vrinjena v zgornji del kristala do ravnine. Robna dislokacija je premica, ki poteka skozi presečišče znaka ±, pravokotno na ravnino lista ob robu vrinjene ravnine. Zaradi robne dislokacije so bližnje lege atomov nekoliko premaknjene. Pri strižni obremenitvi kristala se robna dislokacija lahko giblje v smeri vektorja b ali obratno.
Druga pomembna linijska napaka je vijačna dislokacija. Vijačne dislokacije so pomembne predvsem zato, ker pri mehanski obremenitvi lahko potujejo mimo “zagozdenih” robnih dislokacij in s tem prispevajo k lažjemu (oziroma večjemu) raztezanju materiala.